# Ernst Thälmann

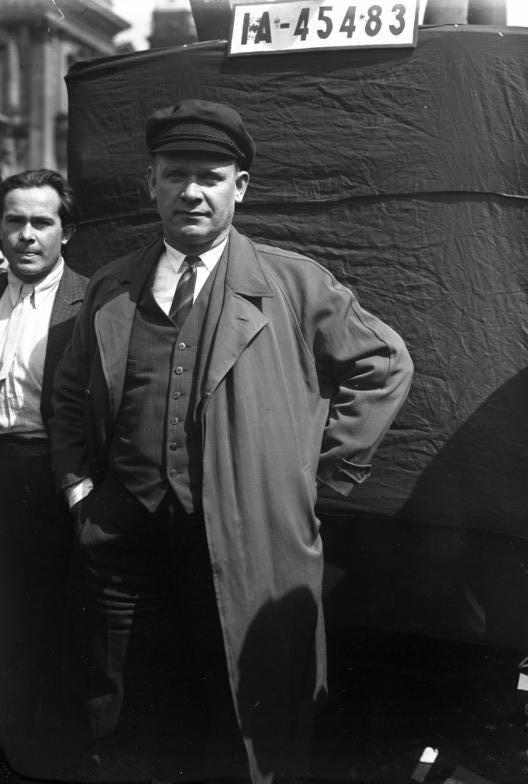
Ernst Thälmann en enero de 1932.

Ernst Thälmann (Hamburgo, Alemania 16 de abril de 1886-Buchenwald, Alemania 18 de agosto de 1944) fue un sindicalista, revolucionario y político comunista alemán. Miembro del Partido Comunista de Alemania (en alemán Kommunistische Partei Deutschlands [KPD]), del cual fue su principal fundador y dirigente después del Levantamiento Espartaquista, durante la República de Weimar. En 1933 lo arrestó la Gestapo, y permaneció encarcelado en confinamiento solitario durante 11 años. Finalmente, en 1944, fue fusilado en Buchenwald por orden de Adolf Hitler. Hoy en día, Thälmann es considerado como el padre del movimiento marxista-leninista en Alemania.

## Biografía

### Primeros años
Nacido en Hamburgo, Thälmann fue miembro del Partido Socialdemócrata desde 1903.  De 1904 a 1913 trabajó como estibador en un carguero. Lo retiraron pronto del servicio militar, pues lo veían ya como agitador político.  El 14 de enero de 1915 se casó con Rosa Koch. Hacia finales de 1917 se hizo miembro del Partido Socialdemócrata Independiente de Alemania (USPD).[cita requerida]

### Partido Comunista de Alemania
Cuando los miembros del USPD debatieron integrarse en el Comintern, Thälmann se inclinó en favor de los partidarios de la incorporación y de sumarse a los grupos de comunistas que en noviembre de 1920 fundaron el Partido Comunista de Alemania (KPD). En diciembre Thälmann fue elegido miembro del comité central del Partido Comunista de Alemania.  En marzo de 1921 lo despidieron de su trabajo debido a sus actividades políticas. Ese verano Thälmann asistió como representante del KPD al Tercer Congreso del Comintern en Moscú. El 18 de junio de 1922 fue víctima de una tentativa de asesinato, cuando los militantes nacionalistas de la extrema derecha le lanzaron una granada de mano. Su esposa e hija resultaron heridas; Thälmann tardaría bastante tiempo en regresar a su casa.  Thälmann ayudó a organizar la Sublevación de Hamburgo del 23 al 25 de octubre de 1923.  La sublevación fracasó y Thälmann permaneció escondido por un tiempo. A partir de febrero de 1924 fue vicepresidente del Partido Comunista y, a partir de mayo, del Reichstag.  En el Quinto Congreso del Comintern lo eligieron para el comité ejecutivo de Comintern y más adelante para su dirección. El 30 de octubre fue nombrado presidente del KPD y ese año fue candidato a la presidencia alemana. En octubre de 1926 apoyó en persona la huelga de obreros en su ciudad natal, Hamburgo. Esta huelga fue en solidaridad con una huelga de mineros ingleses que había comenzado el 1 de mayo y que había favorecido al negocio de carbón en Hamburgo, que era considerado como un surtidor alternativo de carbón. El 22 de marzo de 1927 Ernst Thälmann participó en una manifestación en Berlín, en donde fue herido.[cita requerida]

### Comunistas contra socialdemócratas

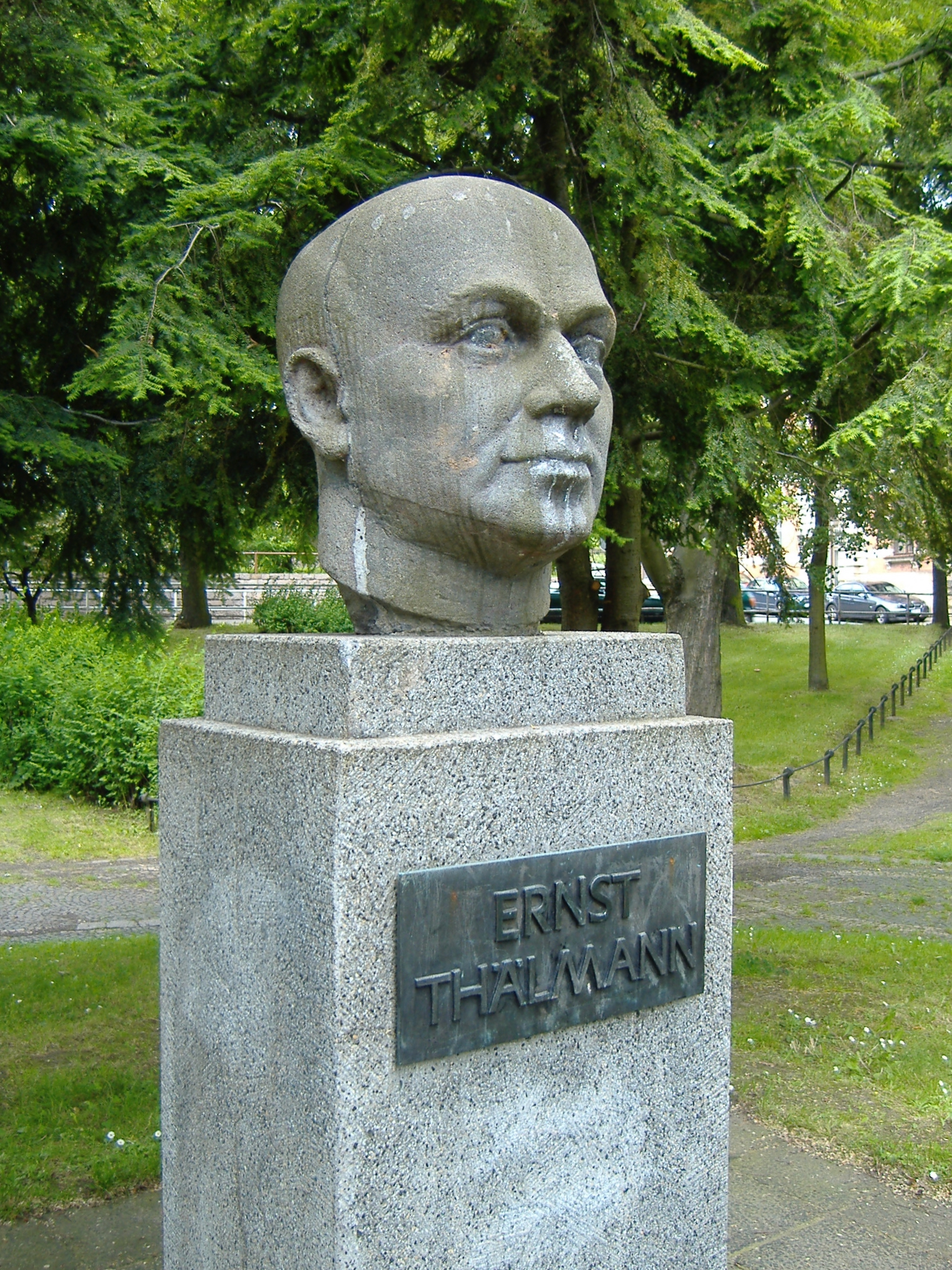
Thälmann el monumento en Werdau (Alemania).

En el XII Congreso del KPD del 9 de junio al 14 de junio de 1929 en Berlín, Thälmann dirigió un discurso de clara confrontación con el Partido Socialdemócrata de Alemania (SPD) después de los acontecimientos del "mayo sangriento", en los cuales la policía mató a 32 personas tras reprimir las manifestaciones que habían sido prohibidas por el ministro del Interior, Carl Severing, quien a su vez era miembro del SPD.  Durante ese tiempo Thälmann y el KPD lucharon contra el SPD como su enemigo político principal, siguiendo las pautas de la Internacional Comunista que consideraron a los socialdemócratas como "socialfascistas", y la línea izquierdista de “clase contra clase”. Estas pautas permanecieron en vigor hasta 1935, año en que la Internacional Comunista cambió su postura y empezó impulsar los "frentes populares" que unían a toda la izquierda contra la amenaza del fascismo.
El 13 de marzo de 1932 Thälmann participó en las elecciones presidenciales de 1932 como candidato comunista, enfrentándose en la segunda vuelta a Paul von Hindenburg y Adolf Hitler. Thälmann quedó último (tercero), obteniendo un 10.2% de los votos en la segunda vuelta. El lema del KPD era "un voto para Hindenburg es un voto para Hitler; un voto para Hitler es un voto para la guerra". Poco después, Thälmann propuso al SPD la formación de una coalición antifascista para hacer frente común contra los nazis. Después de que el Partido Nacional Socialista (NSDAP) ganara las elecciones el 30 de enero de 1933, Thälmann propuso que el SPD y KPD organizaran una huelga general para derribar a Hitler, pero no se alcanzó un acuerdo. El 7 de febrero en una reunión de comité central del KPD, ya prohibido por las autoridades, cerca de Berlín, Thälmann acentuó la necesidad de un derrocamiento violento del gobierno de Hitler. El 3 de marzo de 1933 la Gestapo lo arrestó en Berlín.[cita requerida]

### Encarcelamiento
Thälmann no fue juzgado. La interpretación de Thälmann fue que sus dos abogados defensores (ambos miembros del Partido Nacional Socialista) recolectaron pruebas según las cuales él planeaba utilizar su juicio como plataforma para atraer a la opinión pública del mundo y denunciar al régimen nazi. Además, Thälmann asumió que después de no haber podido involucrar como cómplice del incendio del Reichstag a Georgi Dimitrov, el régimen nazi no podía permitirse un nuevo fracaso en los tribunales de justicia. Para su cumpleaños número cincuenta, el 16 de abril de 1936, recibió felicitaciones de todo el mundo, incluyendo las de personalidades como Máximo Gorki y Heinrich Mann. 
El mismo año estalló la guerra civil española, y varias unidades de las Brigadas Internacionales, formadas por exiliados alemanes, se nombraron en su honor: el Batallón Thälmann y, posteriormente, la XI Brigada Internacional "Thälmann".
El 17 de agosto de 1944, luego de más de 11 años de prisión, Thälmann fue transferido de la prisión de Bautzen al campo de concentración de Buchenwald, donde el 18 de agosto por órdenes de Hitler fue fusilado y su cuerpo fue quemado inmediatamente. Poco después las autoridades nazis anunciaron que junto con Rudolf Breitscheid Thälmann había muerto en un ataque aéreo el 23 de agosto.

### Asesinato en Buchenwald
Las circunstancias exactas de la muerte de Thälmann aún no están totalmente aclaradas y son objeto de controversia en la investigación, pero la mayoría de los estudiosos y el monumento conmemorativo del campo de concentración de Buchenwald suponen el 18 de agosto de 1944 como fecha de su muerte. La ejecución de Thälmann está relacionada con la Operación Grid y la represión nacionalsocialista contra los opositores del régimen después del fallido intento de asesinato del 20 de julio de 1944. El 14 de agosto de 1944, el Reichsführer SS Heinrich Himmler se reunió con Adolf Hitler en su cuartel general en Prusia Oriental. En una nota conservada de Himmler sobre el contenido de la reunión, además de algunos nombres del círculo de conspiradores del 20 de julio, se señala el último punto 12. Thälmann con la adición manuscrita debe ser ejecutado. En la sentencia de 1986 del Tribunal Regional de Krefeld sobre el asesinato de Thälmann, se afirmó que el SS-Stabsscharführer Wolfgang Otto, como "mano derecha del comandante del campo" Hermann Pister, hizo el anuncio por teléfono o télex en la tarde o noche del 17 de agosto recibió un anticipo de la Oficina Principal de Seguridad del Reich de que llegaría un prisionero importante que sería ejecutado en el campo y quemado inmediatamente. El Tribunal Federal de Justicia anuló esta sentencia en 1987 con su propia valorización de las pruebas. 
Según la escena del crimen reconstruida, el 17 de agosto de 1944, dos agentes de la Gestapo llevaron a Thälmann de la prisión de Bautzen al campo de concentración de Buchenwald, que la policía secreta utilizaba a menudo como lugar de ejecución encubierto. Aquí se dice que la madrugada del 18 de agosto mataron a Thälmann sin juicio previo en una sala de calderas cerca del crematorio y luego quemaron inmediatamente su cuerpo. Testigos informan que en la tarde del 17 de agosto se ordenó calentar inmediatamente un incinerador y que las cenizas estaban oscuras después de la quema, lo que podría atribuirse a la quema con ropa. Incluso se dice que el prisionero polaco Marian Zgoda observó directamente el crimen, escondido detrás de un montón de escoria. Zgoda declaró ante el tribunal regional de Krefeld que había oído que uno de los tiradores había respondido afirmativamente a la pregunta de otro sobre si el ejecutado era Thälmann. Según esta declaración, uno de los presuntos autores sería el SS-Stabsscharführer Wolfgang Otto. Después de un proceso que duró varios años, la justicia absolvió a Otto en la República Federal de Alemania en 1988. El SS-Oberscharführer Werner Berger y el SS-Obersturmführer Erich Gust también están vinculados al asesinato de Thälmann. El prisionero de Buchenwald, Walter Hummelsheim, por su parte, describió que Thälmann fue fusilado sólo cuatro o cinco días después del ataque aéreo contra el campo de concentración de Buchenwald el 24 de agosto de 1944, junto con otros nueve comunistas, en los establos del campo. Los asesinados allí nunca fueron incluidos en las listas oficiales del campo. 
Lo cierto es que el 14 de septiembre la agencia de prensa oficial del Reich alemán, la Oficina de Noticias Alemana, difundió una información falsa según la cual Thälmann y el expresidente de la facción del SPD en el Reichstag, Rudolf Breitscheid, habían muerto en un bombardeo aliado en la zona, alrededor de Weimar el 28 de agosto murió en el campo de concentración, quien, entre otras cosas, había volado cuatro días antes, el 24 de agosto. Los distintos órganos nacionalsocialistas adoptaron textualmente el mensaje:
“¡ Asesinado por bombas terroristas!
Durante un ataque terrorista en la zona de Weimar el 28 de agosto de 1944, el campo de concentración también fue alcanzado por numerosas bombas explosivas. Entre los prisioneros que murieron se encontraban los exmiembros del Reichstag Breitscheid y Thälmann”.
– Observador Völkischer 
Cuando se conoció el asesinato de Thälmann en el campo de concentración, los prisioneros comunistas encabezados por el sindicalista Willi Bleicher organizaron un servicio conmemorativo ilegal en el campo, en el que el ex parlamentario estatal sajón Robert Siewert pronunció el discurso conmemorativo. 
Rosa e Irma Thälmann fueron arrestados en abril y mayo de 1944 y llevados al campo de concentración de Ravensbrück.